# Shuijing
Shuijing (kinesiska: 水晶乡, 水晶) är en socken i Kina. Den ligger i provinsen Sichuan, i den sydvästra delen av landet, omkring 240 kilometer norr om provinshuvudstaden Chengdu. Antalet invånare är 1 832. Befolkningen består av 899 kvinnor och 933 män. Barn under 15 år utgör 18,0 %, vuxna 15-64 år 70 %, och äldre över 65 år 10,0 %.
Genomsnittlig årsnederbörd är 1 102 millimeter. Den regnigaste månaden är maj, med i genomsnitt 203 mm nederbörd, och den torraste är december, med 4 mm nederbörd.